# Pyramica mandibularis
Pyramica mandibularis är en myrart som först beskrevs av Szabo 1909.  Pyramica mandibularis ingår i släktet Pyramica och familjen myror. Inga underarter finns listade i Catalogue of Life.

## Bildgalleri